# Dracma medicinal
La dracma es una unidad de medida histórica, de masa y de volumen. Aunque el término dracma tiene género variable, la dracma medicinal siempre se usa en femenino.

## La dracma medicinal
La dracma medicinal es una unidad de medida de masa, empleada antiguamente por los boticarios españoles.  Equivalía a 3,5944 gramos y tenía como submúltiplos:
- 72 granos
- 3 escrúpulos

De esa forma:
- 8 dracmas = 1 onza medicinal
- 96 dracmas = 1 libra medicinal

La dracma farmacéutica (Dram Apothecary en inglés) --ya obsoleta-- es una unidad de masa empleada antiguamente por los farmacéuticos ingleses, y equivalía a 3,8879346 gramos, además de:
- 60 granos
- 3 escrúpulos
- 0,125 onzas farmacéuticas
- 0,0104166666666666 libras farmacéuticas

### Las dracmas en la medición de masas y en joyería
La dracma avoirdupois es una unidad de masa imperial. Equivale a 1,771845195309973 gramos y también a:
- 27,343749999961 granos (redondeado a 27,34375 granos)
- 0,062499999999912 onzas avoirdupois (redondeado a 0,0625 onzas avoirdupois)
- 0,0039062499999945 libras avoirdupois (redondeado a 0,00390625 libras avoirdupois)

La dracma troy, usado en joyería, equivale a 3,8879346 gramos y también a:
- 60 granos
- 2,5 pennyweights
- 0,125 onzas troy
- 0,0104166666666666 libras troy

## Dracma líquida
La dracma líquida (fluid dram) es una medida de volumen utilizada para indicar el contenido de algunos recipientes.
Una dracma líquida británica o imperial es igual a 3,55163303281 ml y equivale a:
- 0,125 onzas líquidas británicas
- 3 escrúpulos líquidos
- 60 minims británicos

Una dracma líquida estadounidense es igual a 3,69669119531 ml y equivale a:
- 0,125 onzas líquidas estadounidenses
- 60 minims estadounidenses